# Gabriel Delarue (1852-1915)
Pour les articles homonymes, voir Delarue.
Louis Gabriel Alexandre Delarue (Pontoise, 12 août 1852 - Minaucourt, 20 mars 1915, mort pour la France), est un officier général français, qui dirige le corps expéditionnaire de pacification en Crète (1907-1909). Il est général de brigade et trouve la mort Bataille de Champagne lors de la Première Guerre Mondiale, à l'âge de 62 ans.
il est le frère cadet de René Delarue (1850-1935), général de division.

## Biographie
Louis Gabriel Alexandre Delarue est le fils d'Alexandre Vincent Delarue (mort en 1860) et de Louise Georgette Decret.
Le 11 juillet 1885, Gabriel Delarue épouse Julie Marie Léonie Ville (née le 12 septembre 1856), à Alger, d'où six enfants.
Il est l'oncle par alliance de Robert Porchon (1894-1915), saint-cyrien et ami de guerre de Maurice Genevoix (1890-1980), qui lui dédie son livre "sous Verdun", par suite fondu dans "Ceux de 14".
Élève de l'École spéciale militaire de Saint-Cyr, promotion du Shah (1872-1874), il dirige le corps expéditionnaire de pacification en Crète, en 1907-1909.
Le général de brigade Gabriel Delarue meurt d'une balle dans le crâne en inspectant une tranchée qui venait d'être conquise.
Il est inhumé au cimetière du Montparnasse.

## Décorations
- Commandeur de la Légion d'honneur (1914)[3]
- Médaille militaire
- Commandeur de l'ordre du Nichan Iftikhar
- Officier de l'ordre du Dragon d'Annam
- Commandeur de l'ordre de la Couronne d'Italie

## Postérité
Son nom est inscrit au monument des Généraux morts au Champ d'Honneur 1914-1918 de l'église Saint-Louis à l'Hôtel des Invalides de Paris.
En 1919 une caserne de Montigny lès Metz est rebaptisée en hommage au général Delarue
À Pontoise, le boulevard Gabriel-Delarue perpétue son souvenir, alors qu'une plaque commémorative dans l'église Saint-Maclou est l'œuvre de Martine Forestier ; le monument aux morts de la commune est dû à Frédéric Bunz.
Une plaque commémorative se trouve au lycée Pothier d'Orléans, par Benjamin Poirier.
Monument commémoratif ossuaire de la ferme de Navarin, à Souain/Perthes-lès-Hurlus, par Michel Godin et livre d'or de l'école Sainte-Geneviève à Versailles, par Robert Dupays.